# Gina G
Gina Mary Gardiner, född 3 augusti 1970 i Brisbane, Australien, är en australiensisk sångerska, känd som Gina G. Hon är numera bosatt i London och fick sitt genombrott i Eurovision Song Contest 1996 där hon representerade Storbritannien med eurodance-låten "Ooh Aah... Just A Little Bit".
1997 släppte hon albumet Fresh som innehöll singlarna "I Belong To You", "Fresh" och genombrottslåten.

## Diskografi
- 1997 Fresh!
- 1998 Gina G Remix Album (Släpptes endast i Japan)
- 2005 Get Up & Dance